# Корольков, Владимир Александрович
Влади́мир Алекса́ндрович Королько́в (7 ноября 1907 — 1 мая 1987) — советский шахматный композитор. Заслуженный мастер спорта СССР (1960), международный гроссмейстер (1975) и судья международной категории (1956) по шахматной композиции. Основная профессия: инженер-электрик Кировского завода.

## Биография
Родился в семье железнодорожника. Начал составлять этюды и задачи в 1926 году. В начальный период творчества работал в так называемом «романтическом» стиле, нередко реализуя оригинальные, парадоксальные идеи ценой неуклюжих начальных позиций с неестественным нагромождением фигур, за что неоднократно подвергался критике. Критики отмечали исключительный творческий талант Королькова, однако указывали, что такие этюды ближе к головоломкам, чем к практической игре. В послевоенный период творчества Корольков в значительной мере учёл эти замечания, и его идеи, оставаясь столь же яркими и остроумными, обрели более отточенную форму.
Корольков — автор более 300 этюдов. Он составил также 230 задач, предпочитая неклассические жанры (кооперативный и обратный мат, задачи-шутки и др.). Более 350 его композиций получили отличия на шахматных конкурсах, в том числе около 70 первых призов. Трижды победитель личных чемпионатов СССР по этюдам: 1929, 1948 (совместно с М. С. Либуркиным), 1965. Многие его этюды послевоенного периода составлены вместе с Л. А. Митрофановым; на трёх конкурсах ФИДЕ (1958, 1960, 1962) оба они совместно удостоены золотых медалей.
Корольков опубликовал более 100 статей по шахматной тематике, ряд антологий и авторский сборник этюдов. Участвовал в редактировании нескольких шахматных изданий и газетных отделов.
Жена В. А. Королькова – О. И. Семёнова-Тян-Шанская, дважды чемпионка СССР по шахматам, внучка известного географа П. П. Семёнова-Тян-Шанского. У них родились дочь Надежда и сын Александр.
В 2007 году был проведён Юбилейный конкурс «В. Корольков-100».

## Избранные этюды
[Тип "этюд"] 
[Автор "В. А. Корольков"] 
[Год "1935"] 
[FEN "2B5/pR6/2pP1k2/8/6Kb/4p1P1/5p2/8 w KQkq - 0 1 "] 
1.d7 Ke7 2.Rb8! Bxg3!! 3.Ra8! f1=Q 4.d8=Q+ Kxd8 5.Ba6+ Bb8!! 6.Bxf1 Kc7 7.Ba6 e2! 8.Bxe2 Kb7 9.Bf3! Kxa8 10.Bxc6× 1-0
Выигрыш (5 + 6)

1. d7 Крe7

2. Лb8! (рассчитывая на 2…f1Ф 3. d8Ф+! Кр:d8 4. Сa6+ Крc7 5. С:f1 с быстрым выигрышем) С:g3!!

3. Лa8!! f1Ф

4. d8Ф+ Кр:d8

5. Сa6+ Сb8!!

6. С:f1 Крc7

7. Сa6! e2

8. С:e2 Крb7

9. Сf3! Кр:a8

10. С:c6 ×
[Тип "этюд"] 
[Автор "В. А. Корольков"] 
[Год "1962"] 
[FEN "3R4/2P5/pn2N3/8/8/7K/k3p3/5n2 w KQkq - 0 1 "] 
1.Ra8!! e1=Q 2.Rxa6+ Na4! 3.Rxa4+ Kb2 4.Rb4+ Ka3 5.Rb3+! Kxb3 6.Nd4+ Ka4 7.Ne2!! ½-½
Ничья (4 + 5)

1. Лa8!! e1Ф (1…Кc8 2. Л:a6+ Крb1! 3. Кd4! e1Ф 4. Лa1+!! и 5. Кc2+)

2. Л:a6+ Кa4! (если 2…Крb3, то 3. Л:b6+ Крa4 4. Лa6+ и вечный шах, потому что на Крb5 последует Кd4+)

3. Л:a4+ Крb2

4. Лb4+ Крa3

5. Лb3+! Кр:b3

6. Кd4+ Крa4

7. Кe2!! и появление белого ферзя обеспечено.

## Книги и статьи В. А. Королькова
Книги
- Корольков В. А. Избранные этюды.— М.: Физкультура и спорт, 1958.
- Корольков В. А., Чеховер В. А. Избранные этюды А. А. Троицкого.— М.: Физкультура и спорт, 1959.— 184 с.
- Корольков В. А. Шахматист улыбается (шахматные юморески).— М.: Физкультура и спорт, 1969.
- Корольков В. А. Выбираю идею. / Сост. Л. И. Кацнельсон, А. В. Корольков.— СПб.: Макет, 1998.— 224 с.— ISBN 5-85186-064-2. Более 200 избранных этюдов, статьи.

В. А. Корольков готовился опубликовать книгу «Учебник по составлению этюдов», но не успел её завершить.
Статьи
- Список его статей в журнале «Шахматы в СССР» см на сайте shamray.com. Часть этих статей вошла в сборник «Выбираю идею».
- Статья «Технология шахматного этюда» (на английском) в югославском шахматном журнале «Problem»: Vladimir Korolkov. The  'technology'  of  the  chess  study. Problem. 1968, № 115 (Vol.VII), pp.  540—551.